# (31795) 1999 LM14
1999 LM14 (asteroide 31795) é um asteroide da cintura principal. Possui uma excentricidade de 0.09773310 e uma inclinação de 6.86134º.
Este asteroide foi descoberto no dia 9 de junho de 1999 por LINEAR em Socorro.